# پرواز فوق‌العاده
پرواز فوق‌العاده (انگلیسی: Superfly) یک فیلم در ژانر اکشن و جنایی به کارگردانی دیرکتور اکس است که در سال ۲۰۱۸ منتشر شد. از بازیگران آن می‌توان به تره‌ور جکسون، جیسون میچل، مایکل کی ویلیامز، لکس اسکات دیویس و جنیفر موریسون اشاره کرد.